# スーパーシスター (バンド)
スーパーシスター （Supersister）は、オランダのプログレッシブ・ロック・バンド。

## 来歴
- 1965年

マルコ・ヴロリックが大学の友人であるアーノルド・スラグター、ハーハルト・スミットと共にブラブスを結成。
後にフロライクがロベルト・ヤン・スティップスをスカウトしてバンドに加えた。
- 1966年

バンド名をQ-プロヴォケイションに改名、後にプロヴォケイションに短縮。
ロン・ファン・エック加入。
- 1967年

サーシャ・ファン・ヒースト、ロブ・ドウ加入。
ドウはスウィート・オーケー・スーパーシスター（Sweet Okay Supersister）名義で展開されるサイケデリック・ミュージカル「ハプニング」を組織した。結局イベントは中止となったが、バンドはこのイベント名を短縮したスーパーシスターに改名した。
- 1969年

年末にスミット、ドウ脱退。残った4人で活動継続。
- 1970年

1stアルバム『Present From Nancy』録音。
- 1971年

2ndアルバム『To The Highest Bidder』録音。
- 1972年

3rdアルバム『Pudding En Gisteren』録音。
- 1973年

スティップス、エックがフリー・ジャズ、インプロヴィゼーション指向を強め、作曲指向のヒースト、ヴロリックと対立。8月にヒースト、ヴロリックが脱退。
チャーリー・マリアーノ、ハーマン・ファン・ブーエン加入。
4thアルバム『Iskander』録音。
- 1974年

一つのバンドに留まるとセッション活動の妨げになるとの理由から、マリアーノが脱退。残った3人はライブ毎にゲストを招いて活動した。この時期に元ソフト・マシーンのエルトン・ディーンがゲスト参加している。
サーシャ・ファン・ヒーストがスウィート・オーケー・スーパーシスター名義でアルバム『Spiral Staircase』を録音。ここには多数のミュージシャンに混じってスティップス、エックも合流している。
- 1975年

2月15日に一回限りのライブを行った後に解散。
- 2000年

スティップス、ヒースト、エック、ヴロリックで再結成。
「Progfest 2000」に出演。
- 2001年

新作のレコーディングの予定もあったが、7月29日にヒーストが死亡。解散。
- 2009年

新たにフルート奏者を加えて「NEARfest'09」出演予定であったが、エックが癌のため出演を辞退。
- 2010年

9月17日にスティップス、ヒースト、エック、ヴロリックのキーボード・トリオ編成でTV番組に出演し2曲を演奏。「NEARfest'11」にも出演予定であった。
- 2011年

7月20日にエックが死去。

## メンバー

### ブラブス (The Blubs) 1965年
- マルコ・ヴロリック (Marco Vrolijk) - drums
- アーノルド・スラグター (Arnold Slagter) - tea chest bass
- ハーハルト・スミット (Gerhard Smit) - guitar/clarinet/vocal
- ロベルト・ヤン・スティップス (Robert Jan Stips) - piano/vocal/harmonica

### Q-プロヴォケイション (Q-Provocation)→プロヴォケイション(Provocation) 第1期 1966年
- ロベルト・ヤン・スティップス (Robert Jan Stips) - organ/piano/vocal
- ハーハルト・スミット (Gerhard Smit) - guitar/clarinet/vocal
- セオ・ナイエンホイス (Theo Nijenhuis) - guitar
- アーノルド・スラグター (Arnold Slagter) - tea chest bass
- マルコ・ヴロリック (Marco Vrolijk) - drums

### プロヴォケイション (Provocation) 第2期 1966年末
- ロベルト・ヤン・スティップス (Robert Jan Stips) - organ/piano/vocal
- ハーハルト・スミット (Gerhard Smit) - guitar/clarinet/vocal
- セオ・ナイエンホイス (Theo Nijenhuis) - guitar
- ロン・ファン・エック (Ron Van Eck) - bass guitar
- マルコ・ヴロリック (Marco Vrolijk) - drums

### プロヴォケイション (Provocation) 第3期 1967年
- ロベルト・ヤン・スティップス (Robert Jan Stips) - organ/piano/vocal
- ハーハルト・スミット (Gerhard Smit) - guitar/clarinet/vocal
- サーシャ・ファン・ヒースト (Sacha Van Geest) - flute
- ロブ・ドウ (Rob Douw) - trumpet/vocal/toy
- ロン・ファン・エック (Ron Van Eck) - bass guitar
- マルコ・ヴロリック (Marco Vrolijk) - drums

### 第1期 1967年-1969年末
- ロベルト・ヤン・スティップス (Robert Jan Stips) - organ/piano/vocal
- ハーハルト・スミット (Gerhard Smit) - guitar/clarinet/vocal
- サーシャ・ファン・ヒースト (Sacha Van Geest) - flute
- ロブ・ドウ (Rob Douw) - trumpet/vocal/toy
- ロン・ファン・エック (Ron Van Eck) - bass guitar
- マルコ・ヴロリック (Marco Vrolijk) - drums

### 第2期 1969年末-1973年8月
- ロベルト・ヤン・スティップス (Robert Jan Stips) - organ/electric piano/piano/lead vocal/vibraphone
- サーシャ・ファン・ヒースト (Sacha Van Geest) - flute/vocal/sax(3rd)
- ロン・ファン・エック (Ron Van Eck) - bass guitar/guitar(3rd)
- マルコ・ヴロリック (Marco Vrolijk) - drums/percussion/vocal

+
- ハーハルト・スミット (Gerhard Smit) - guitar/vocal (ゲスト/1st)

デビュー・シングル「She Was Naked / Spiral Staircase 」録音。

1stアルバム『Present From Nancy』、2ndアルバム『To The Highest Bidder』、3rdアルバム『Pudding En Gisteren』録音。

### 第3期 1973年10月-1974年初頭
- ロベルト・ヤン・スティップス (Robert Jan Stips) - organ/electric piano/piano/vocal/vibraphone
- ロン・ファン・エック (Ron Van Eck) - bass guitar
- チャーリー・マリアーノ (Charlie Mariano) - sax/flute/bass clarinet/nathasuaram
- ハーマン・ファン・ブーエン (Herman Van Boeyen) - drums

+
- ピエール・モエルラン (Pierre Moerlin) - marimba/percussion (ゲスト/3rd)
- サーシャ・ファン・ヒースト (Sacha Van Geest) - flute (ゲスト/3rd)

4thアルバム『Iskander』録音。

### 第4期 1974年
- ロベルト・ヤン・スティップス (Robert Jan Stips) - organ/electric piano/piano/vocal/vibraphone
- ロン・ファン・エック (Ron Van Eck) - bass guitar
- ハーマン・ファン・ブーエン (Herman Van Boeyen) - drums

+
- エルトン・ディーン (Elton Dean) - sax(ゲスト/ライブ)
- ジョン・スキルスマ (John Schuursma) - guitar(ゲスト/ライブ)
- ロブ・クロイスマン (Rob Kruisman) - sax(ゲスト/ライブ)
- フレッド・レーフラング (Fred Leeflang) - sax(ゲスト/ライブ)

### 第5期-1(Sweet Okay Supersister) 1974年
- サーシャ・ファン・ヒースト (Sacha Van Geest) - flute/sax/lead vocal/percussion
- ロベルト・ヤン・スティップス (Robert Jan Stips) - organ/piano/keyboard/vocal

+
- ヤン・ホレステル (Jan Hollestelle) - bass guitar/double bass
- ロン・ファン・エック (Ron Van Eck) - bass guitar
- ミーン・ファン・デ・フーフェル (Mien Van De Heuvel) - mandolin
- アネク・ファン・ダー・ステー (Anneke Van Der Stee) - mandolin
- ヨセー・ファン・イールゼル (Josée Van Iersel) - chorus
- インゲ・ファン・イールゼル (Inge Van Iersel) - chorus
- ドリーン・ファン・ダー・ファルク (Dorien Van Der Valk) - chorus
- ロス・アレグレス (Los Alegres) - steeldrum
- バートゥス・ボルヘルス (Bertus Borgers) - sax
- ディック・デ・ヨング (Dick De Jong) - bagpipe
- ミスター・デ・ウルフ (Mr. De Wolf) - horn
- マーティン・ファン・ワイク (Martin Van Wijk) - guitar
- ヤン・デ・ホント (Jan De Hond) - guitar(on "Sylvers Song")
- ルイス・デバイ (Louis Debij) - drums
- シーザー・ゾイダーワイク (Cesar Zuiderwijk) - drums(on "Sylvers Song")

5thアルバム『Spiral Staircase』録音。

### 第5期-2 (Sweet Okay Supersister) 1975年
- サーシャ・ファン・ヒースト (Sacha Van Geest) - flute/sax/lead vocal/percussion
- ロベルト・ヤン・スティップス (Robert Jan Stips) - organ/piano/keyboard/vocal

+
- ロン・ファン・エック (Ron Van Eck) - bass guitar
- ハーマン・デイヌム (Herman Deinum) - bass guitar
- セース・ファン・レーウェン (Cees Van Leeuwen) - bass guitar
- ミーン・ファン・デ・フーフェル (Mien Van De Heuvel) - mandolin
- アネク・ファン・ダー・ステー (Anneke Van Der Stee) - mandolin
- ヨセー・ファン・イールゼル (Josée Van Iersel) - chorus
- インゲ・ファン・イールゼル (Inge Van Iersel) - chorus
- ドリーン・ファン・ダー・ファルク (Dorien Van Der Valk) - chorus
- ロス・アレグレス (Los Alegres) - steeldrum
- バートゥス・ボルヘルス (Bertus Borgers) - sax
- チャーリー・マリアーノ (Charlie Mariano) - sax
- ジョージ・クーイマンス (George Kooymans) - guitar
- シーザー・ゾイダーワイク (Cesar Zuiderwijk) - drums/percussion
- ハーマン・ファン・ブーエン (Herman Van Boeyen) - percussion
- ハンス・ラファイル (Hans Lafaille) - drums

2月15日に一回限りのライブを行った。

### 第6期 (再結成第2期) 2000年-2001年
- ロベルト・ヤン・スティップス (Robert Jan Stips) - organ/piano/keyboard/lead vocal
- サーシャ・ファン・ヒースト (Sacha Van Geest) - flute/vocal/sax
- ロン・ファン・エック (Ron Van Eck) - bass guitar
- マルコ・ヴロリック (Marco Vrolijk) - drums

ライブ・アルバム『スーパーシステリオス』録音。

### 第7期 2010年9月
- ロベルト・ヤン・スティップス (Robert Jan Stips) - organ/piano/keyboard/lead vocal
- ロン・ファン・エック (Ron Van Eck) - bass guitar
- マルコ・ヴロリック (Marco Vrolijk) - drums

9月17日にTV番組に出演し2曲を演奏。

## ディスコグラフィ

### スタジオ・アルバム
- Present From Nancy (1970年、第2期)
- To The Highest Bidder (1971年、第2期)
- Pudding En Gisteren (1972年、第2期)
- Iskander (1973年、第3期)
- Spiral Staircase (1974年、第5期-1) ※スウィート・オーケー・スーパーシスター名義

### ライブ・アルバム
- 『スーパーシステリオス』 - Supersisterious (2001年、第6期) ※2000年録音
- 『ロング・ライヴ・スーパーシスター!』 - Long Live Supersister! (2013年) ※72年2月と73年7月のオランダ・ラジオ局出演音源、71年5月オランダのTV出演時のスタジオ・ライブ、71年10月西ドイツNDR放送局用スタジオ・ライブ音源を収録

### コンピレーション・アルバム
- Superstarshine Vol. 3 (1973年、第2期) ※アルバム未収録シングル、ライブ音源をまとめた作品
- Memories Are New - M.A.N. (2000年、第1期-第2期) ※第1期のデモ音源、第2期のライブ、1971年にオーケストラと録音した未発表音源をまとめた作品

### シングル
- "She Was Naked / Spiral Staircase" (1970年、第2期)
- "Fancy Nancy / Gonna Take Easy" (1970年、第2期)
- "A Girl Named You (single version) / Missing Link" (1971年、第2期)
- "No Tree Will Grow (single version) / The Groupies Of The Band" (1971年、第2期)
- "Radio / Dead Dog" (1972年、第2期)
- "Wow (single version) / Drs. D" (1973年、第2期)
- "Bagoas (single version) / Memories Are New (1973 version)" (1973年、第3期)
- "Coconut Woman / Here Comes The Doctor" (1974年、第5期-1) ※Sweet Okay Supersister Featuring Los Alegres名義

### 参加オムニバス・アルバム
- Progfest 2000 (2001年、第6期) ※「Judy Goes on Holiday」収録

### 映像作品
- Sweet OK Supersister Live At The Paradiso , Amsterdam 2000 (2001年、第6期)

ライブ『スーパーシステリオス』の映像版、ボーナス・ディスクに第2期のライブ映像を含むドキュメンタリー、前身バンドのブラブス、プロヴォケイションから第1期から第4期までのフォト・ギャラリーを収録